# Crotalus ruber
La serpiente de cascabel diamante rojo (Crotalus ruber) es una serpiente venenosa del género Crotalus que se encuentra en el suroeste de California, Estados Unidos, y en  Baja California, México. Actualmente se reconocen tres subespecies, incluyendo la subespecie nominal que se describe aquí.

## Descripción
Esta es una especie moderadamente grande que normalmente supera los 100 cm en la parte continental. Los machos son de grandes dimensiones y puede ser superior a 140 cm, aunque los especímenes de más de 150 cm son muy raros. El espécimen más grande registrado medía 162 cm (Klauber, 1937).

## Hábitat
Habita en la zonas costeras más frescas, sobre las montañas y en el desierto. Prefiere la garriga, los cactus y las rocas cubiertas de maleza. Crece desde el nivel del mar hasta los 1.500 m de altitud.

## Alimentación y reproducción
Se alimenta de conejos, ardillas y pájaros. Wright y Wright (1957) también mencionan los lagartos y otras serpientes como parte de la dieta de esta especie.
El apareamiento se produce entre febrero y abril. Las hembras dan a luz en agosto, a entre 3 y 20 jóvenes. Las crías miden de 30 a 34 cm de longitud.